# Terry Paine
Pour les articles homonymes, voir Paine.
Terence Lionel Paine est un footballeur anglais né le 23 mars 1939 à Winchester. Il évoluait au poste d'ailier.
Il est célèbre pour avoir détenu le record du plus grand nombre de matches de Football League avec 824 matches joués, pour 168 buts marqués. Son record sera ensuite battu par Peter Shilton, gardien, puis par Tony Ford, joueur de champ.

## Biographie

### En club
Terry Paine joue en faveur de trois clubs : Southampton FC, Hereford United et enfin Cheltenham Town.
De 1956 à 1974, il évolue avec Southampton, soit un total de 18 saisons passées dans ce club. Avec cette équipe, il évolue en première division pendant 8 saisons, de 1966 à 1974. Il réalise sa meilleure performance avec Southampton lors de la saison 1960-1961, où il inscrit un total de 18 buts en deuxième division.
Avec Southampton, il dispute deux matchs en Coupe de l'UEFA lors de la saison 1971-1972.

### En équipe nationale
Terry Paine reçoit 19 sélections et inscrit 7 buts en équipe d'Angleterre entre 1963 et 1966.
Il joue son premier match en équipe nationale le 29 mai 1963 lors d'un match amical contre la Tchécoslovaquie, alors qu'il n'a pourtant pas joué le moindre match en première division. Il inscrit son premier but avec l'Angleterre le 23 octobre 1963, lors d'un match face une sélection du "reste du monde", célébrant le centenaire de la Fédération anglaise.
Par la suite, le 20 novembre 1963, il inscrit un triplé contre l'Irlande du Nord, dans le cadre du British Home Championship. Il marque ensuite un doublé en amical contre les États-Unis, le 27 mai 1964. Son dernier but est inscrit le 12 mai 1965, contre l'Allemagne, en amical.
Terry Paine est retenu par le sélectionneur anglais Alf Ramsey afin de disputer la Coupe du monde 1966 organisée dans son pays natal, alors qu'il n'a pourtant toujours pas joué le moindre match en première division. Lors du mondial, Paine ne joue qu'un seul match, contre le Mexique. L'Angleterre remporte la compétition en battant la RFA en finale.

## Statistiques
| Saison                              | Club                                | Division                            | Championnat              | Championnat              | FA Cup                   | FA Cup                   | League Cup               | League Cup               | Autre                    | Autre                    | Total                    | Total                    |
| Saison                              | Club                                | Division                            | Matches                  | Buts                     | Matches                  | Buts                     | Matches                  | Buts                     | Matches                  | Buts                     | Matches                  | Buts                     |
| ----------------------------------- | ----------------------------------- | ----------------------------------- | ------------------------ | ------------------------ | ------------------------ | ------------------------ | ------------------------ | ------------------------ | ------------------------ | ------------------------ | ------------------------ | ------------------------ |
| 1956–1957                           | Southampton                         | Third Division South                | 9                        | 2                        | 0                        | 0                        | –                        | –                        | –                        | –                        | 9                        | 2                        |
| 1957-1958                           | Southampton                         | Third Division South                | 44                       | 12                       | 2                        | 0                        | –                        | –                        | –                        | –                        | 46                       | 12                       |
| 1958-1959                           | Southampton                         | Third Division                      | 46                       | 13                       | 3                        | 1                        | –                        | –                        | –                        | –                        | 49                       | 14                       |
| 1959-1960                           | Southampton                         | Third Division                      | 46                       | 8                        | 6                        | 3                        | –                        | –                        | –                        | –                        | 52                       | 11                       |
| 1960-1961                           | Southampton                         | Second Division                     | 42                       | 18                       | 2                        | 1                        | 6                        | 4                        | –                        | –                        | 50                       | 23                       |
| 1961-1962                           | Southampton                         | Second Division                     | 41                       | 8                        | 2                        | 0                        | 2                        | 0                        | –                        | –                        | 45                       | 8                        |
| 1962-1963                           | Southampton                         | Second Division                     | 42                       | 10                       | 7                        | 1                        | 3                        | 2                        | –                        | –                        | 52                       | 13                       |
| 1963-1964                           | Southampton                         | Second Division                     | 41                       | 21                       | 1                        | 1                        | 1                        | 0                        | –                        | –                        | 43                       | 22                       |
| 1965-1965                           | Southampton                         | Second Division                     | 42                       | 14                       | 2                        | 0                        | 2                        | 1                        | –                        | –                        | 46                       | 15                       |
| 1965-1966                           | Southampton                         | Second Division                     | 40                       | 16                       | 1                        | 0                        | 2                        | 1                        | –                        | –                        | 43                       | 17                       |
| 1966-1967                           | Southampton                         | First Division                      | 42                       | 11                       | 3                        | 0                        | 3                        | 1                        | –                        | –                        | 48                       | 12                       |
| 1967-1968                           | Southampton                         | First Division                      | 41                       | 9                        | 4                        | 0                        | 1                        | 0                        | –                        | –                        | 46                       | 9                        |
| 1968-1969                           | Southampton                         | First Division                      | 42                       | 9                        | 4                        | 2                        | 4                        | 0                        | –                        | –                        | 50                       | 11                       |
| 1969-1970                           | Southampton                         | First Division                      | 36                       | 3                        | 3                        | 1                        | 2                        | 0                        | 6                        | 2                        | 47                       | 6                        |
| 1970-1971                           | Southampton                         | First Division                      | 41                       | 3                        | 4                        | 0                        | 1                        | 0                        | –                        | –                        | 46                       | 3                        |
| 1971-1972                           | Southampton                         | First Division                      | 40                       | 2                        | 2                        | 0                        | 2                        | 0                        | 2                        | 0                        | 46                       | 2                        |
| 1972-1973                           | Southampton                         | First Division                      | 37                       | 0                        | 1                        | 0                        | 4                        | 1                        | –                        | –                        | 42                       | 1                        |
| 1973-1974                           | Southampton                         | First Division                      | 41                       | 1                        | 4                        | 1                        | 3                        | 0                        | –                        | –                        | 48                       | 2                        |
| Total Southampton                   | Total Southampton                   | Total Southampton                   | 713                      | 160                      | 51                       | 11                       | 36                       | 10                       | 8                        | 2                        | 808                      | 183                      |
| 1974-1975                           | Hereford United                     | Third Division                      | 40                       | 4                        | ?                        | ?                        | ?                        | ?                        | –                        | –                        | 40                       | 4                        |
| 1975-1976                           | Hereford United                     | Third Division                      | 44                       | 1                        | ?                        | ?                        | ?                        | ?                        | –                        | –                        | 44                       | 1                        |
| 1976-1977                           | Hereford United                     | Second Division                     | 27                       | 3                        | ?                        | ?                        | ?                        | ?                        | –                        | –                        | 27                       | 3                        |
| 1979-1980                           | Cheltenham Town                     | Southern League Midlands Division   | Aucune donnée disponible | Aucune donnée disponible | Aucune donnée disponible | Aucune donnée disponible | Aucune donnée disponible | Aucune donnée disponible | Aucune donnée disponible | Aucune donnée disponible | Aucune donnée disponible | Aucune donnée disponible |
| Total sur l'ensemble de sa carrière | Total sur l'ensemble de sa carrière | Total sur l'ensemble de sa carrière | 824                      | 168                      | 51                       | 11                       | 36                       | 10                       | 8                        | 2                        | 919                      | 191                      |

## Palmarès
- Vainqueur de la Coupe du monde 1966 avec l'Angleterre
- Champion d'Angleterre de D3 en 1960 avec Southampton et en 1976 avec Hereford United
- Vainqueur de la Coupe du pays de Galles en 1976 avec Hereford United